# Amílcar Barca

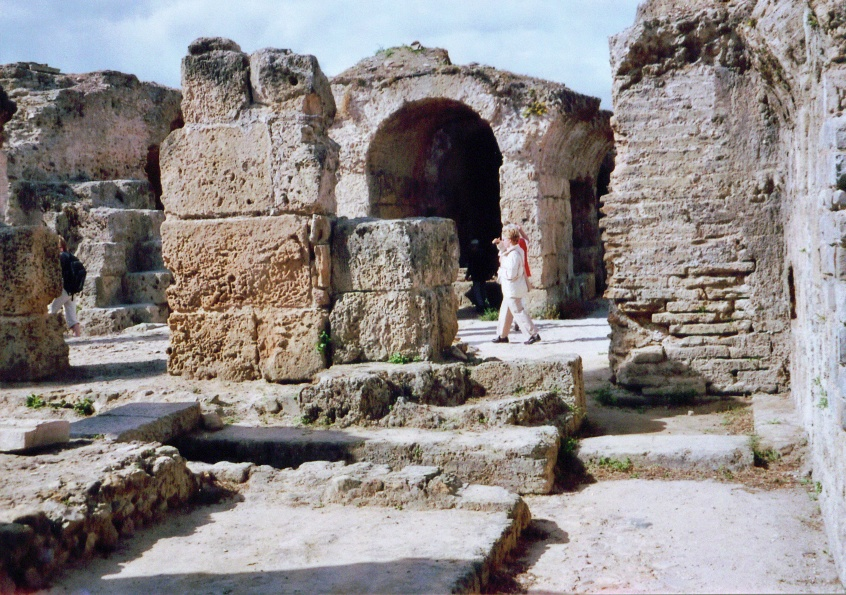
Ruinas de Cartago.

Amílcar Barca o Barcas (c. 275 a 228 a. C.) fue un líder y estadista cartaginés, líder de la familia Bárcida, y padre de Aníbal, Asdrúbal y Magón. Fue también suegro de Asdrúbal el Bello. El nombre de Amílcar (púnico-fenicio 𐤇𐤌𐤋𐤒𐤓𐤕 ḥmlqrt, «hermano de Melkart») era un nombre común para los hombres de Cartago. El nombre 𐤁𐤓𐤒 (Brq o Baraq) significa "rayo" en el idioma púnico y por lo tanto equivalente al epíteto o sobrenombre Cerauno, común entre muchos comandantes griegos contemporáneos. La palabra permanece en árabe y hebreo con el mismo significado.
Amílcar mandó las fuerzas de tierra cartaginesas en Sicilia durante 247-241 a. C., durante las últimas etapas de la primera guerra púnica. Mantuvo su ejército intacto y encabezó una exitosa guerra de guerrillas contra los romanos en Sicilia. Después de la derrota de Cartago en 241 a. C. Amílcar se retiró a África después de un tratado de paz. Cuando la guerra de los mercenarios estalló en 239 a. C., Amílcar fue llamado a mandar las fuerzas cartaginesas y fue fundamental en la conclusión del conflicto con éxito. Amílcar dirigió la expedición cartaginesa en Iberia en 237 a C , y después de ocho años amplió el territorio cartaginés en Iberia antes de morir en la batalla de Illici en 228 a C .

## Origen
Nacido en Cartago, posiblemente originario de una familia aristocrática cartaginesa de Cirene (actual Libia) emigrada a Cartago. La tradición habla de que la familia descendía directamente de Dido (Elisa), fundadora de la ciudad púnica según la mitología cartaginesa. En el 247 a. C., a la edad de 28 años, asume el mando de las tropas cartaginesas en Sicilia durante la primera guerra púnica contra Roma.

## Fundador de la dinastía Bárcida
Amílcar (o 𐤇𐤌𐤋𐤒𐤓𐤕, Hmlqrt, en púnico «hermano de Melqart», dios de los fenicios que los cartagineses denominarían Baal), es el fundador de la estirpe de los Bárcidas (de 𐤁𐤓𐤒, Barqa o Baraq, «rayo, fulgor»), una serie de generales y hombres de estado al servicio de Cartago. Héroe de la primera guerra púnica, de la guerra de los Mercenarios y padre del célebre Aníbal —el Bárcida que alcanzaría el cénit de la dinastía durante la segunda guerra púnica—. También es conocido como gobernante de la Iberia cartaginesa y como posible fundador de varias ciudades españolas como la capital de la Iberia Púnica Qart Hadsht (Cartagena), Alicante (Akra Leuké) o Barcelona.

## Carrera militar

### Primera guerra púnica
Amílcar, tras haber desembarcado por sorpresa en el noroeste de Sicilia al mando de un heterogéneo y reducido contingente militar formado en su mayor parte por mercenarios de diversas nacionalidades, confirma no obstante el control cartaginés sobre la isla, tradicional feudo romano. Utiliza para ello tácticas y elementos mixtos e innovadores, al estilo de Pirro y Alejandro, dotando a sus hombres de una versatilidad y disciplina extraordinarias.
No obstante, a su llegada a la isla Amílcar se encuentra un territorio carente de un control real por parte de Cartago, siendo la Lilibea (actual Marsala) y Drepana (actual Trapani) las únicas dos ciudades bajo mando cartaginés. Esto unido a la retirada de la flota naval en Sicilia por parte del Estado púnico deja a Amílcar Barca al mando de un ejército pequeño y sin recursos.
Tras un intento de rebelión por parte de las tropas mercenarias sofocado por Amílcar, las tropas romanas lanzan un ataque sobre el ejército cartaginés, que se sitúa en el monte Heirktê o Ercte (actual Monte Pellegrino, cerca de Palermo) y desde donde hace frente a los continuos ataques romanos en constante inferioridad numérica, llegando incluso más allá de la defensa, armando un contraataque que le lleva exitosamente hasta la costa sur de Italia, concretamente hasta la ciudad de Cumas.
Amílcar logra contener las ofensivas romanas durante los años posteriores, forzando al ejército romano a cambiar de cónsul en repetidas ocasiones. En el año 243 a. C., Amílcar se traslada de noche con sus tropas por mar hasta una posición ofensiva cerca del monte Ercte, desde donde reconquista la ciudad de Érice, en poder de las fuerzas republicanas romanas desde el año 249 a. C.
Consciente de la dificultad de batir al ejército de Amílcar por tierra y de su falta de apoyo naval, la República de Roma decide llevar el conflicto en Sicilia al mar, para lo que comienza a construir una flota de doscientos navíos. Por su parte, las condiciones del conflicto comienzan a mermar la moral de las tropas cartaginesas, especialmente la de las tropas mercenarias, que se rebelan contra Amílcar. Si bien la rebelión no fructifica, sí obliga a Amílcar Barca a prometer unas mejores condiciones y recompensas para con su ejército, lo cual es considerado por un amplio grupo de investigadores como una de las medidas que provocaron la profunda crisis que llegaría a Cartago algún tiempo más tarde. La nueva flota romana bate a las precarias naves cartaginesas y logra hacerse con el control de los puertos de Trapani y Lilibea, al mismo tiempo que asedia la ciudad de Trapani. Las consecuencias que trae este suceso para la causa cartaginesa es la pérdida del control marítimo de la costa siciliana. Cartago solicita a Roma el final del conflicto y Amílcar renuncia a su cargo y se aleja de la vida pública.
Por el Tratado de Lutacio del año 241 a. C. se pone fin a la primera guerra púnica (264-261 a. C.). Las condiciones establecidas obligan a Cartago a abandonar la isla, devolver las armas utilizadas por el ejército de Amílcar y entregar a los capturados romanos, así como pagar los gastos de guerra. Si bien Amílcar no llegó a recuperar ninguna de las ciudades perdidas ante Roma ni a ganar batallas relevantes, su actuación fue siempre digna y exitosa, causando numerosas bajas y provocando un elevado y continuo coste en recursos a los romanos.

### Guerra de los Mercenarios
La situación en Cartago tras la derrota era de profundo malestar, y las condiciones de la rendición ante Roma suponían una humillante sumisión al vencedor, aparte de un notable déficit económico tanto por las pérdidas sufridas como por los tributos a pagar al bando victorioso. La desazón se hace especialmente ardua entre las tropas mercenarias que deseaban cobrar su paga —algunos no la cobraban desde mucho antes de acabar el conflicto—, aunque también entre los campesinos libios, así como los comerciantes que veían ahora cortadas las rutas comerciales y con ellas sus ingresos. Esta crisis desemboca en lo que se llamó la rebelión de los Mercenarios los cuales, unidos a esclavos fugitivos y a campesinos empobrecidos, y dirigidos por el líder libio Matón, el mercenario galo Autarito y el esclavo campano Spendios, alzan un ejército de cerca de 90 000 hombres, creando un alzamiento popular contra Cartago, apoderándose y levantando la mayoría de las ciudades aliadas y llegando a poner cerco a la misma capital. Con la metrópoli en jaque por las derrotas de las exiguas tropas cartaginesas al mando de Hannón, en una situación mucho más peligrosa y cercana al saqueo y a la destrucción que durante toda la primera guerra púnica, Amílcar resulta ser elegido como caudillo para sofocar tan peligrosa revuelta, en base al respeto y el temor que su imagen causaba entre los mercenarios, aparte del prestigio militar y la demostrada capacidad en el manejo de tropas labrados contra Roma. Así pues, con la ciudad cercada por las tropas rebeldes, Cartago solicita la ayuda de Roma para someter a los sublevados (que le es concedida) y, gracias a la estrategia ideada por Amílcar, consigue sacar de noche a sus tropas (muy inferiores en número a las rebeldes) por sorpresa y llevar a cabo un contraataque que logra mermar intensamente las fuerzas de los sublevados, sometiendo a más de cuarenta mil soldados rebeldes y cambiando las tornas del conflicto. Tras una larga, dura y magistral campaña de hostigamiento, tras tres sangrientos años y cuatro meses de arduas luchas acaba con la cruenta rebelión, crucificando a los rebeldes supervivientes.

### Expansión hacia Iberia
Tras tan notable y duro triunfo, Amílcar consigue una enorme popularidad, y a pesar de los recelos de sus adversarios en el Senado Cartaginés, consigue el puesto de comandante en jefe del ejército, convirtiéndose prácticamente en el auténtico dueño y señor de Cartago. Ante la pérdida de Sicilia, Cerdeña y Córcega ante Roma, Amílcar pone sus ojos en Iberia, inhóspita tierra de extraordinaria riqueza, como base para expansión y también para compensar las pérdidas económicas y navales, comenzando así la reconstrucción de la potencia cartaginesa. Recluta y entrena un nuevo ejército, y tras pacificar Numidia y sellar el control púnico sobre el norte de África, decide lanzarse sobre Iberia (236 a. C.). Durante ocho años, consolida los cimientos de lo que sería la nueva potencia cartaginesa a partir de la riqueza de los nuevos territorios conquistados en Iberia, estableciendo alianzas diplomáticas con los pueblos nativos y sacando provecho de los ricos yacimientos mineros ibéricos y demás materias primas. Enriquece las tropas cartaginesas con los fieros soldados íberos y baleares, y consigue sofocar, en compañía de su yerno Asdrúbal el Bello, las numerosas y continuas rebeliones de los nativos no sumisos ante la expansión cartaginesa.

## Muerte
En invierno de 229-228 a. C., en una escaramuza contra rebeldes oretanos capitaneados por el caudillo Orisón, acontece su prematura muerte en las cercanías de Helike. Algunos autores piensan que la causa de su muerte fue debida a un ahogamiento en el río Segura al caerse de su montura durante la huida de los rebeldes, si bien la causa real de su fallecimiento se desconoce a ciencia cierta. La localización de Helike es conflictiva. Tradicionalmente, se ha venido especulando con Elche de la Sierra (Albacete), Elche (Alicante), e incluso Belchite (Zaragoza). Otras interpretaciones modernas, se limitan a ubicarla en alguna ciudad oretana, sin concretar más, dadas las contradicciones en las fuentes históricas, que tantas polémicas han generado a lo largo de los años.
Amílcar sería sucedido en el mando por su yerno, Asdrúbal el Bello.

## Legado
Amílcar es, sin lugar a dudas, un personaje relevante, clave en la historia de su nación y también en la de sus enemigos, espejo en el cual se miraron sus «cachorros de león» —como a él le gustaba llamar a sus hijos—, especialmente su hijo mayor, el más célebre de los púnicos y para muchos, el más grande general de todos los tiempos: Aníbal.
Además, la historiografía española acredita a Amílcar Barca el mérito de «fundar España», esto es, de ser la primera persona que ejerció un control efectivo sobre la práctica totalidad del territorio histórico español.